# Godzilla, der Urgigant
Godzilla, der Urgigant (jap. ゴジラvsビオランテ, Gojira tai Biorante, dt. „Godzilla vs. Biollante“) ist ein japanischer Monsterfilm aus dem Jahr 1989. Er ist die direkte Fortsetzung von Godzilla – Die Rückkehr des Monsters (1984). Der Film wurde in Deutschland im Februar 1991 auf Video veröffentlicht.

## Handlung
Japan 1984: Sofort nachdem Godzilla in den Mihara-Vulkan gestürzt ist, beginnt die Regierung mit der Beseitigung von Trümmern im zerstörten Tokio. Inmitten des Trümmerfeldes finden sie schließlich organische Überreste von Godzilla, die noch lebende Zellen enthalten. Plötzlich stürmen amerikanische Soldaten die Bergungsarbeiten, rauben die Zellen und können vor den japanischen Soldaten fliehen, ehe sie von einem Agent der Saradia Oil Company aus dem Mittleren Osten getötet und ihrer Godzillazellen beraubt werden. Dort übergibt er der Ölfirma die Zellen und diese sollen von dem aus Japan stammenden Wissenschaftler Dr. Shiragami und seiner Tochter Michiko untersucht werden, die mithilfe der Godzillazellen eine extrem widerstandsfähige Weizenart züchten wollen, die man in der Wüste anbauen könnte. Doch die Amerikaner greifen das Labor mit einer Bombe an und zerstören es, während Michiko Shiragami dabei umkommt.
Fünf Jahre später: Dr. Shiragami hat sich entschieden, nach dem Tod seiner Tochter nach Japan zurückzukehren und versucht mithilfe von Rosen und der telepathisch begabten Miki Saegusa Kontakt zu ihr zu bekommen, was jedoch scheitert.
Die Armee, unter Anleitung von Colonel Koroki, beobachtet derweil verschiedene Aktivitäten im Mihara-Vulkan, sorgend, dass Godzilla sich befreien könnte, und hat deshalb ein vierstufiges Warnsystem entwickelt. Doch auch andere Vorsichtsmaßnahmen wurden getroffen. So wurde mit der Super-X2 eine Weiterentwicklung der aus dem Vorgänger bekannten Super-X gebaut, die unter anderem einen Hitzestrahldeflektor aus synthetischen Diamanten besitzt, die Godzillas Hitzestrahl bündeln und zurückwerfen kann und sogar unbemannt ferngesteuert wird. Doch die wichtigste Waffe sind die Anti-Nuklearbakterien, die sowohl für eine Dekontaminierung bei einem nuklearen Unfall als auch für den Kampf gegen Godzilla genutzt werden können. Diese sind allerdings Ziel verschiedener Parteien. Nicht nur die japanische Armee ist daran interessiert, auch der Agent der Saradia Oil Company sowie zwei Agenten der amerikanischen Gen-Gesellschaft, auch Bio-Kartell genannt, wollen diese Bakterien, da das Bio-Kartell plant, den Genmarkt weltweit zu monopolisieren. Dazu müssen jedoch noch Gene aus Godzillas Zellen gewonnen werden, um die Bakterien zu verstärken. Die Okuchi-Stiftung, die noch über Godzilla-Zellen verfügt, erklärt sich dafür bereit.
Als ausführender Genwissenschaftler soll Dr. Shiragami gewonnen werden, der aber wegen des Todes seiner Tochter geschworen hat, nie wieder mit Godzillazellen zu arbeiten, und der deswegen ablehnt. Da jedoch durch einen Ausbruch des Mihara-Vulkans seine Rosenstöcke zerstört werden und er deswegen befürchtet, den Kontakt zu der Seele seiner verstorbenen Tochter zu verlieren, stimmt er letztendlich doch zu, unter der Bedingung, mit den Godzilla-Zellen alleine arbeiten zu dürfen. Daraufhin kreuzt er die Godzillazellen mit Rosenzellen.
Kurze Zeit später wird bei ihm eingebrochen und es kommt zu einer Schießerei mit den Agenten der Saradia Oil Company sowie des amerikanischen Bio-Kartells. Dabei werden die drei von einer Art Tentakel angegriffen, der einen der amerikanischen Agenten erwürgt. Die beiden anderen können entkommen, jedoch wird den Japanern klar, was das Bio-Kartell vorhat. Eine Spur dieser merkwürdigen Kreatur führt zu dem nahe gelegenen Ashi-See, in dessen Mitte plötzlich eine gigantische Rose steht, die von Dr. Shiragami Biolante getauft wird.
Zur gleichen Zeit geht ein Erpresserschreiben bei der japanischen Regierung ein. Das Bio-Kartell fordert die Übergabe der Anti-Nuklearbakterien, ansonsten werde der Mihara-Vulkan gesprengt und somit Godzilla befreit. Um der Forderung Nachdruck zu verleihen, wurde eine Vorexplosion durchgeführt. So treffen sich der Militärangehörige Colonel Gondo und der junge Gen-Student Kirishima mit dem Agenten des Bio-Kartells, doch die Übergabe scheitert aufgrund eines Angriffs des Saradia-Agenten, der die Anti-Nuklearbakterien stiehlt. Im Verlauf der Schießerei verunglückt der Bio-Kartell-Agent in seinem LKW, während sich durch den Überschlag die Zündvorrichtung einschaltet. Alle Versuche, den Countdown zu stoppen, scheitern, der Mihara-Vulkan wird in die Luft gesprengt und Godzilla ist wieder frei.
Der stampft nun durch das Meer auf Tokio zu und die japanische Marine ist machtlos, so dass der Super-X2 eingesetzt wird. Der kann Godzilla zwar nicht besiegen, aber zumindest dazu bewegen, die Route zu ändern.
Währenddessen beginnt die Verfolgung des Saradia-Agenten, der die Anti-Nuklearbakterien per Flugzeug aus dem Land schmuggeln wollte, doch die japanischen Behörden haben die Flughäfen geschlossen und der Agent wird ausfindig gemacht, der auf der Autobahn Richtung Tokio unterwegs ist.
Godzilla ist derweil wieder aufgetaucht und bewegt sich, aufgrund Biolantes Rufen, Richtung Odawara. Ein zweiter Kampf mit der Super-X2 entbrennt, doch dieses Mal ist die Super-X2 chancenlos und wird von Godzilla schwer beschädigt. Somit kann der Vormarsch von Godzilla Richtung Odawara und Ashi-See nicht gestoppt werden und es kommt zum Kampf gegen Biolante. Doch während Biolante Godzilla nur mit Ranken traktieren kann, ist sie gegen seinen Hitzestrahl sehr anfällig und verbrennt schließlich, während die Asche in den Himmel steigt.
Während Godzilla daraufhin zurück ins Meer verschwindet und Super-X2 repariert wird, berät ein Krisenstab, was Godzilla vorhaben könnte. Da er aufgrund des Kampfes mit Super-X2 und Biolante eine Menge Energie verloren hat, wird er zum nächstgelegenen Atomkraftwerk schreiten, um sich zu regenerieren. Da man davon ausgeht, dass Godzilla an der Ise-Bucht an Land gehen wird, soll er dort bekämpft werden. Armee, Marine und Luftwaffe rüsten sich mit einem Großaufgebot für den Kampf. Doch der Krisenstab hat sich gewaltig verschätzt, denn Godzillas Route führt direkt nach Osaka.
Die Stadt wird evakuiert. Gondo und Kirishima dringen in das dortige Verwaltungsbüro der Saradia Oil Company ein und schaffen es, die Anti-Nuklearbakterien zurückzuerhalten. Wenig später erreicht Godzilla Osaka und verursacht dort große Schäden. Der dritte Kampf mit der Super-X2 entbrennt. Diese kann jedoch nur mit Raketen angreifen, die Godzilla nichts ausmachen. Daher soll der defekte Hitzedeflektor zum Einsatz kommen, doch das erweist sich als Fiasko und die Super-X2 stürzt ab. Colonel Gondo schafft es jedoch mit einem kleinen Einsatzkommando, Godzilla mit den Anti-Nuklearbakterien zu infizieren. Doch der steht plötzlich hinter ihm und bekommt so noch eine Ladung direkt in sein Maul. Dafür zerstört der Saurier das Gebäude, in dem sich Gondo befindet, tötet ihn und schreitet weiter durch Osaka.
Doch Godzilla zeigt auch am nächsten Tag keinerlei Krankheitserscheinungen, obwohl die Bakterien in acht Stunden wirken sollten und er die vierfache Dosis bekam. Kirishima kommt dabei die Idee, dass es nicht funktionieren könne, weil Godzilla ein Kaltblüter sei. Somit schlägt Colonel Koroki vor, es mit dem M-6000 T-System zu versuchen, einem Wetterkontrollsystem, welches Gewitter und Hitze verursacht. Damit soll Godzillas Körpertemperatur erhöht werden, damit die Bakterien sich schnell vermehren können. Vor dem Atomkraftwerk in Takahama wird das System aufgebaut und der Plan funktioniert, Godzillas Temperatur erhöht sich. Das Monster wirkt auf einmal schwach. Doch die Zeit reicht nicht aus, Godzilla steht kurz davor, den Reaktor zu zerstören.
Plötzlich regnet die Asche der totgeglaubten Biolante vom Himmel, die sich in neuer Gestalt vor Godzilla aufstellt und ihn bekämpft. Zwar kann Biolante Godzilla nicht besiegen, aber ihn zumindest solange aufhalten, bis die Anti-Nuklearbakterien wirken und Godzilla leblos zusammenbricht. Der Chef der Okuchi-Stiftung ist erfreut über die schier unerschöpfliche Quelle an Godzillazellen und versucht Dr. Shiragami zur Erschaffung weiterer gutartiger Lebensformen zu bewegen, doch der lehnt endgültig ab. Nachdem Biolante wieder ins All aufsteigt, wird Dr. Shiragami vom Agenten der Saradia Oil Company erschossen, damit die Japaner keine weiteren Godzillazellen verwenden können. Kirishima verfolgt den Agenten und kann ihn am T-System schließlich stellen, doch der Agent kann sich einen Vorteil erkämpfen und droht Kirishima zu erschießen. Er wird jedoch vom T-System getötet, welches zufällig von Colonel Koroki aktiviert wurde.
Kirishima trifft daraufhin seine Freundin, als sich Godzilla plötzlich vor ihnen erhebt, weil das Meerwasser seine Körpertemperatur gesenkt hat. Doch anstatt die beiden anzugreifen, kehrt er zurück ins Meer.

## Hintergrund
Der Film unter der Regie von Kazuki Omori ist der 17. Godzillafilm und der zweite Film in der sogenannten Heisei-Ära. Diese Filmära ist nicht identisch mit der Heisei-Zeit, der Regierungsperiode des Kaisers Akihito von 1989 bis 2019. Sie wird schon mit Godzilla – Die Rückkehr des Monsters (1984) angesetzt und bis zum Beginn der „Millenniumstaffel“ der Godzillafilme (1999) gerechnet.
In den USA hieß der Film Godzilla vs. Biollante und läutete die „VS-Serie“ genannte Godzilla-Staffel ein, in der Godzilla jeweils gegen einen Hauptgegner antritt. Da dieser Film mit dem Kampf Godzillas gegen das genetisch gezüchtete Monster Biollante beim Publikum nicht besonders gut ankam, entschloss man sich bei der Produktionsfirma Tōhō, in Zukunft wieder konventionellere Gegner für Godzilla einzusetzen. Der auf Godzilla vs. Biollante folgende Film war Godzilla vs. King Ghidorah (deutscher Verleihtitel: Godzilla – Duell der Megasaurier) im Jahr 1991.
Der Erfolg von Godzilla – Die Rückkehr des Monsters von 1984 verursachte ein Problem bei den Schreibern. Diese wussten nicht, wie sie die Geschichte weiterführen konnten und kamen deshalb auf eine kuriose Idee. Tōhō schrieb einen Wettbewerb aus, in der Godzilla-Fans ihre Gedanken und Ideen zum zweiten Film erläutern durften. Daraufhin gingen bei Tōhō etliche Zuschriften in Form von Ideenzetteln über Comics/Mangas bis hin zu ganzen Drehbüchern ein. Hierbei erhielt das Drehbuch mit der Idee eines Kampfes zwischen Godzilla und einer genmanipulierten Pflanze den Zuschlag. Ein Drehbuch, welches ebenfalls in die engere Auswahl einbezogen wurde, wurde für die Tōhō-Produktion Gunhed verwendet.
Traditionell wurde hier auf die „Man-in-Suit“-Technik zugegriffen, also einen menschlichen Darsteller in einem schweren Gummikostüm. Dass dies eine gefährliche Angelegenheit ist, wurde bei einem Zwischenfall der Dreharbeiten deutlich. Der „Godzilla-Darsteller“ Kenpachiro Satsuma wäre im Kostüm beinahe erstickt, als eines der wenigen Luftlöcher von einer Latexfalte verschlossen wurde. Nur mit viel Glück und dem schnellen Handeln der Crew konnte Satsuma unbeschadet gerettet werden, der kurz darauf die nächsten Szenen drehte.
Eine Szene von der Zerstörung Osakas durch Godzilla wurde später in Tim Burtons Mars Attacks! verwendet.

## Rezeption
Das Budget für diesen Film war 5 Millionen US-Dollar. Das Einspielergebnis war rund 7 Millionen US-Dollar.

Der Film wurde von der Kritik positiv aufgenommen, Kritiker und Publikum bewerteten auf der Webseite Rotten Tomatoes den Film zu 75 bzw. 72 Prozent positiv.

„Die simple Tricktechnik der „Godzilla“-Serie ist auch im 17. Abenteuer des prähistorischen Monsters beibehalten. Dafür bestimmen zunehmend Schießereien die naive Story. Allenfalls „Sammler“ der Serie dürften auf ihre Kosten kommen.“